# 임억령
임억령(林億齡, 1496년 2월 29일(음력 2월 16일)~ 1568년 4월 6일(음력 3월 9일))은 조선 중기의 문신이자 시인이다. 본관은 선산, 자는 대수(大樹), 호는 석천(石川)이다. 해남 출신이며, 박상의 문인이다.

## 생애
임득무(林得茂)의 증손으로, 할아버지는 임수(林秀)이고, 아버지는 임우형(林遇亨)이며, 어머니는 박자회(朴子回)의 딸 음성 박씨이다. 일찍 아버지를 여의고 박상 형제에게 글을 배웠다. 1516년(중종 11년) 전체 4위로 진사가 되었고,
1525년(중종 20) 식년시(式年試) 병과(丙科) 19위, 전체 29위로 급제하였다. 그 뒤 부교리·사헌부 지평·홍문관 교리·사간·전한·세자시강원설서 등으로 일했다.
1545년(명종 즉위년) 을사사화 때 금산군수로 있었는데 동생 임백령(林百齡)이 소윤 일파에 가담하여 대윤의 많은 선비들을 추방하자, 자책을 느끼고 벼슬을 사퇴하였다. 백령이 원종공신의 녹권(錄券)을 보내오자 격분하여 이를 불태우고 해남에 은거하였다.
을사사화가 지나간 뒤인 1552년에 동부승지·병조참지를 역임하고, 이듬해 강원도관찰사를 거쳐 1557년 담양부사를 역임했다.
저서로 《석천집》이 있다.

## 전기 자료
- 박세채, 《남계집·속집》 권22, 강원도 관찰사 임 공 묘표